# 2020년 OFC 챔피언스리그
2020년 OFC 챔피언스리그(2020 OFC Champions League)는 OFC 챔피언스리그의 19번째 대회이다.
2020년 1월 25일에 대회 일정이 시작되었으나 오세아니아 축구 연맹(OFC)이 2020년 3월 9일에 코로나19 범유행의 여파를 고려하여 2020년 5월 6일까지 OFC 주관 대회를 전부 연기한다고 발표했다. 하지만 오세아니아 축구 연맹은 2020년 9월 4일에 코로나19 범유행의 여파로 인한 국경 및 여행 제한 조치를 고려하여 2020년 OFC 챔피언스리그의 결선 토너먼트를 취소하고 해당 대회의 우승 팀을 공석으로 처리한다고 결정했다.
오세아니아 축구 연맹 집행위원회는 2020년 11월 19일에 공개된 공식 성명을 통해 2020년 OFC 챔피언스리그 조별 예선에서 가장 높은 성적을 기록했던 오클랜드 시티가 2020년 FIFA 클럽 월드컵에서 오세아니아 대표로 참가한다고 밝혔다. 하지만 국제 축구 연맹(FIFA)은 2021년 1월 15일에 공개된 공식 성명을 통해 오클랜드 시티가 코로나19 범유행과 관련된 뉴질랜드 정부의 검역 조치로 인하여 기권을 통보했다고 밝혔다.

## 예선 라운드
예선 라운드는 2020년 1월 25일부터 1월 31일까지 뉴질랜드 오클랜드에서 개최되었다.
| 팀                | 경기 | 승   | 무   | 패   | 득   | 실   | 차   | 승점 |
| ----------------- | ---- | ---- | ---- | ---- | ---- | ---- | ---- | ---- |
| 루프 올레 소아가  | 2    | 1    | 1    | 0    | 2    | 0    | +2   | 4    |
| 투파파 마라에렝가 | 2    | 0    | 2    | 0    | 2    | 2    | 0    | 2    |
| 베이통고          | 2    | 0    | 1    | 1    | 2    | 4    | -2   | 1    |
| 파고 유스         | 기권 | 기권 | 기권 | 기권 | 기권 | 기권 | 기권 | 기권 |

- 파고 유스는 2019년 12월 17일에 사모아에서 일어난 홍역 유행의 여파로 인하여 오세아니아 축구 연맹(OFC)에 기권을 통보했다.

| 팀 1              | 결과 | 팀 2              |
| ----------------- | ---- | ----------------- |
| 루프 올레 소아가  | 2-0  | 베이통고          |
| 투파파 마라에렝가 | 0-0  | 루프 올레 소아가  |
| 베이통고          | 2-2  | 투파파 마라에렝가 |

## 조별 예선
조별 예선은 2020년 2월 15일부터 3월 7일까지 진행되었다. 조별 예선 대진 추첨은 2019년 12월 13일에 진행되었다.

### A조
조별 예선 A조 경기는 2020년 2월 16일부터 2월 22일까지 파푸아뉴기니 포트모르즈비에서 개최되었다.
| 팀                | 경기 | 승 | 무 | 패 | 득 | 실 | 차 | 승점 |
| ----------------- | ---- | -- | -- | -- | -- | -- | -- | ---- |
| 이스턴 서버브스   | 3    | 2  | 1  | 0  | 8  | 3  | +5 | 7    |
| 갤럭시            | 3    | 1  | 1  | 1  | 7  | 5  | +2 | 4    |
| 헤카리 유나이티드 | 3    | 1  | 1  | 1  | 5  | 5  | 0  | 4    |
| 이엥겐 스포르     | 3    | 0  | 1  | 2  | 3  | 10 | -7 | 1    |

| 팀 1              | 결과 | 팀 2              |
| ----------------- | ---- | ----------------- |
| 갤럭시            | 4-1  | 이엥겐 스포르     |
| 이스턴 서버브스   | 2-1  | 헤카리 유나이티드 |
| 갤럭시            | 2-2  | 이스턴 서버브스   |
| 이엥겐 스포르     | 2-2  | 헤카리 유나이티드 |
| 이엥겐 스포르     | 0-4  | 이스턴 서버브스   |
| 헤카리 유나이티드 | 2-1  | 갤럭시            |

### B조
조별 예선 B조 경기는 2020년 2월 15일부터 2월 21일까지 바누아투 루간빌에서 개최되었다.
| 팀                | 경기 | 승 | 무 | 패 | 득 | 실 | 차 | 승점 |
| ----------------- | ---- | -- | -- | -- | -- | -- | -- | ---- |
| 말람파 리바이버스 | 3    | 1  | 2  | 0  | 6  | 3  | +3 | 5    |
| 헨더슨 일스       | 3    | 1  | 2  | 0  | 8  | 7  | +1 | 5    |
| 라에 시티         | 3    | 1  | 1  | 1  | 10 | 6  | +4 | 4    |
| 라우토카          | 3    | 0  | 1  | 2  | 3  | 11 | -8 | 1    |

| 팀 1              | 결과 | 팀 2              |
| ----------------- | ---- | ----------------- |
| 라에 시티         | 3-3  | 헨더슨 일스       |
| 라우토카          | 1-1  | 말람파 리바이버스 |
| 라우토카          | 0-7  | 라에 시티         |
| 말람파 리바이버스 | 2-2  | 헨더슨 일스       |
| 헨더슨 일스       | 3-2  | 라우토카          |
| 말람파 리바이버스 | 3-0  | 라에 시티         |

### C조
조별 예선 C조 경기는 2020년 3월 1일부터 3월 7일까지 누벨칼레도니 누메아에서 개최되었다.
| 팀                | 경기 | 승 | 무 | 패 | 득 | 실 | 차 | 승점 |
| ----------------- | ---- | -- | -- | -- | -- | -- | -- | ---- |
| 마장타            | 3    | 3  | 0  | 0  | 8  | 2  | +6 | 9    |
| 솔로몬 워리어스   | 3    | 2  | 0  | 1  | 4  | 2  | +2 | 6    |
| 티아레 타히티     | 3    | 1  | 0  | 2  | 5  | 4  | +1 | 3    |
| 투파파 마라에렝가 | 3    | 0  | 0  | 3  | 0  | 9  | -9 | 0    |

- 오세아니아 축구 연맹(OFC)은 2020년 3월 1일에 누벨칼레도니 보건사회부로부터 투파파 마라에렝가 소속 선수 3명이 홍역 예방 접종 사실이 확인되지 않은 사실을 통보받았기 때문에 대회에 참가할 수 없다고 밝혔다. 이에 따라 투파파 마라에렝가와의 경기는 모두 투파파 마라에렝가의 0-3 몰수패로 처리되었다.

| 팀 1              | 결과       | 팀 2              |
| ----------------- | ---------- | ----------------- |
| 솔로몬 워리어스   | 1-0        | 티아레 타히티     |
| 투파파 마라에렝가 | 0-3 (몰수) | 마장타            |
| 투파파 마라에렝가 | 0-3 (몰수) | 솔로몬 워리어스   |
| 마장타            | 3-2        | 티아레 타히티     |
| 티아레 타히티     | 3-0 (몰수) | 투파파 마라에렝가 |
| 마장타            | 2-0        | 솔로몬 워리어스   |

### D조
조별 예선 D조 경기는 2020년 3월 1일부터 3월 7일까지 타히티 피라에(조별 예선 1차전), 마히나(조별 예선 2차전, 3차전)에서 개최되었다. 이는 조별 예선 1차전이 시작되기 이전에 마히나에서 내린 폭우로 인하여 경기를 진행할 수 없었기 때문이다.
| 팀               | 경기 | 승 | 무 | 패 | 득 | 실 | 차 | 승점 |
| ---------------- | ---- | -- | -- | -- | -- | -- | -- | ---- |
| 오클랜드 시티    | 3    | 3  | 0  | 0  | 9  | 0  | +9 | 9    |
| 베뉘스           | 3    | 2  | 0  | 1  | 10 | 3  | +7 | 6    |
| 루프 올레 소아가 | 3    | 1  | 0  | 2  | 4  | 11 | -7 | 3    |
| 바               | 3    | 0  | 0  | 3  | 5  | 14 | -9 | 0    |

| 팀 1             | 결과 | 팀 2             |
| ---------------- | ---- | ---------------- |
| 바               | 0-6  | 오클랜드 시티    |
| 루프 올레 소아가 | 0-6  | 베뉘스           |
| 루프 올레 소아가 | 4-3  | 바               |
| 베뉘스           | 0-1  | 오클랜드 시티    |
| 오클랜드 시티    | 2-0  | 루프 올레 소아가 |
| 베뉘스           | 4-2  | 바               |

## 결선 토너먼트
결선 토너먼트는 원래 2020년 4월 4일부터 5월 16일까지 싱글 엘리미네이션 토너먼트 형식으로 진행될 예정이었으나 코로나19 범유행의 여파로 인하여 취소되었다.
- 결선 토너먼트 대진은 원래 추첨을 통해 결정될 예정이었다.
- 8강전에서는 원래 조별 예선에서 같은 조에 속했던 팀들끼리는 서로 만나지 않으며 각 조 1위 팀은 서로 다른 조 2위 팀과 맞붙을 예정이었다.
- 8강전 경기는 원래 2020년 4월 6일부터 4월 7일까지 조별 예선 1위 팀의 홈 구장에서 단판 승부 형식으로 진행될 예정이었다.
- 준결승전 경기는 원래 2020년 4월 25일부터 4월 26일까지 8강전 승자의 홈 구장에서 단판 승부 형식으로 진행될 예정이었다.
- 결승전 경기는 원래 2020년 5월 16일에 준결승전 승자의 홈 구장에서 단판 승부 형식으로 진행될 예정이었다. 결승전 개최 장소는 추첨을 통해 결정될 예정이었다.